# Luna - Kosmos 60
Luna - Kosmos 60 fu il sesto tentativo di un atterraggio morbido sulla Luna tentato dall'URSS. La sonda era probabilmente simile alla sua sorella Luna 4.

## La missione
Fu lanciata il 12 marzo 1965 e raggiunse l'orbita terrestre senza intoppi. Successivamente, a causa di un problema di alimentazione elettrica, non riuscì ad accendere i motori per iniziare il viaggio verso la Luna e fu denominata in Kosmos 60. Rientrò nell'atmosfera terrestre il 17 marzo 1965. 

Nella sua permanenza in orbita effettuò alcune misurazioni circa la quantità di raggi gamma nello spazio.